# Australian Indoor Championships 1973
L'Australian Indoor Championships 1973 è stato un torneo di tennis giocato cemento indoor dell'Hordern Pavilion di Sydney in Australia. Il torneo fa parte del Commercial Union Assurance Grand Prix 1973. Si è giocato dal 4 all'11 novembre 1973.

## Campioni

### Singolare maschile
Rod Laver ha battuto in finale  John Newcombe con il punteggio di 3–6, 7–5, 6–3, 3–6, 6–4

### Doppio maschile
Rod Laver /  John Newcombe hanno battuto in finale  Malcolm Anderson /  Ken Rosewall con il punteggio di 7–6, 6–2